# 13180 Fourcroy
A 13180 Fourcroy (ideiglenes jelöléssel 1996 HV19) egy kisbolygó a Naprendszerben. Eric Walter Elst fedezte fel 1996. április 18-án.